# Iben Albinus
Iben Albinus, også krediteret som Iben Albinus Sabroe, (født 13. november 1972 i Aarhus) er en prisvindende dansk forfatter og manuskriptforfatter. Hun er uddannet cand.mag. i Engelsk og Æstetik og Kultur fra Aarhus Universitet i 2002 med studier undervejs i Filmvidenskab og Journalistik ved Universitá di Siena i Italien.
I 2016 tog hun en tillægsuddannelse som manuskriptforfatter fra Syddansk Universitet og har siden været ansat som ekstern lektor i Manuskriptskrivning samme sted. Fra 2015-2017 gennemførte hun et mentorprogram under den britiske manuskriptlærer og manuskriptforfatter Linda Aronson.
Sammen med manuskriptforfatter Ida Mule Scott har hun skabt Ramasjang-serien Oda Omvendt  DR, for hvilken Albinus blev nomineret til TV-prisen. Siden har hun som episodeforfatter været med til at skrive tv-serierne Sygeplejeskolen, Sommerdahl, Kometernes Jul og Den som Dræber.

## Skønlitterær debut
I maj 2021 debuterede Iben Albinus som skønlitterær forfatter med den politiske thriller Damaskus. Det er første bind i en serie spændingsromaner og handler om danske Sigrid Melin, der under det arabiske forår rejser til Syrien som spion for FE, Forsvarets Efterretningstjeneste. Romanen er blevet til på baggrund af omfattende research. Den er udkommet på Politikens Forlag og solgt til udgivelse i flere lande.
Damaskus modtog gode anmeldelser i de danske medier og indbragte Albinus Det Danske Kriminalakademis Debutantpris. Hun blev desuden nomineret til Blixenprisen og Læsernes Bogpris for romanen.
Damaskus udkom også i Norge og Sverige og udkommer i Tyskland i efteråret 2022. Filmrettighederne til Damaskus blev i 2022 solgt til Scanbox med Albinus som hovedforfatter og executive producer. Andet bind i serien om den danske FE-agent, Sigrid Melin, udkommer i 2023.

## Tidligere virke
Iben Albinus var kulturjournalist og filmanmelder for Berlingske fra 2005-2011 og Information fra 2011-2014 og desuden filmredaktør for ALT for Damerne fra 2009-2021.
Hun har skrevet to fagbøger om film og tv-serier, Da Sex and the City ændrede verden og Mad Men Mania foruden forskningsartikler om danske tv-serier. Hun har desuden bidraget til antologierne Fiktionens Magt om politik i amerikanske tv-serier, Guldfeber : På Sporet af Oscarfilmen og været redaktør på bogen Bag om Borgen – Hvordan en serie om dansk politik erobrede verden.
Som medlem af bestyrelsen i Danske Filmkritikere fra 2010-2019 var hun formand for Bodilkomitéens Manuskriptudvalg.
I 2016 forlod hun journalistikken og blev fuldtidsforfatter.

## Forfatterskab

### Skønlitteratur
- Damaskus (2021), spændingsroman, Politikens Forlag

### Tv-serier
- Oda Omvendt (2018-), DR, skaber, 30 episoder
- Sygeplejeskolen (2018-), TV2, sæson 3, episode 1 og 2
- Den som dræber – Fanget af mørket (2019-), VIAPLAY, sæson 1, episode 1-8, storyline
- Sommerdahl (2020-), TV2/ZDF/Acorn TV/Mediawan sæson 2, episode 5 og 6
- Kometernes Jul (2021), TV2, episode 11, 12, 19 og 20
- Den som dræber – Fanget af mørket (2019-), VIAPLAY, sæson 3, episode 2 og 7, (under produktion)

### Faglitteratur
- Da Sex and the City Ændrede Verden|Da Sex and the City ændrede verden (2010), Sabroe&Sabroe
- Mad Men Mania (2012), Sabroe&Sabroe